# Лебедюк Михайло Миколайович
Миха́йло Микола́йович Лебедю́к (* травень 1951, Саврань) — доктор медичних наук — 2004, професор — 2006, завідувач кафедри дерматології та венерології з курсом естетичної й реконструктивної медицини Одеського національного медичного університету.

## Життєпис
По закінченні навчання у школі 1968 року поступає до Одеського медичного училища № 3 (на вул. Баранова, 10), 1971 після закінчення працював в Одеській обласній клінічній лікарні (у той час на Слобідці) — у відділенні анестезіології. Проходив службу в радянському війську — у Чехословаччині.
Після демобілізації у 1973 році поступає до Одеського ім. Пирогова медичного інституту.
Закінчив інститутське навчання, протягом 1979—1980 років проходив спеціалізацію по дерматології в Одеському обласному шкірновенерологічному диспансері.
В 1980—1981 роках — науковий співробітник Одеського НДІ гігієни водного транспорту МОЗ СРСР.
1982—1984 роки — дерматовенеролог управління внутрішніх справ Одеського облвиконкому.
Протягом 1984—1990 років — в Одеському НДІ вірусології та епідеміології ім. Мечникова працював науковим дослідником.
В 1984—1986 проходив навчання в Одеському інституті патентознавства.
Директор Науково-дослідного центру захворювань, котрі передаються статевим шляхом — 1990 року стає його засновником.
1996 року захищає кандидатську дисертацію при Національному медичному університеті ім. Богомольця.
З 1997 року за сумісництвом працює в Одеському державному медичному інституті асистентом на кафедрі шкірних та венеричних хвороб.
У 1999—2002 роках проходив в Національному медичному інституті ім. Богомольця докторантуру.
2003 року захищає докторську дисертацію: «Епідеміологія, клінічний патоморфоз хламідійної і змішаної урогенітальної інфекції, комплексна діагностика, лікування, профілактика».
Серпнем 2003 приступив до завідування кафедрою дерматології та венерології Одеського державного медичного університету.
З 2003 року — голова Одеської філії Української асоціації лікарів дерматовенерологів і косметологів.
2004 року йому присуджено ступінь доктора медичних наук за спеціальністю «Шкірні та венеричні хвороби».
2005 року отримує вчене звання доцента, 2006 — професора.
2009 року пройшов конкурс на подальше завідування кафедрою Одеського медичного університету — її було реорганізовано та перейменували на кафедру дерматології та венерології з курсом реконструктивної і естетичної медицини.
В наукових дослідженнях вивчає:
- клініко-епідеміологічні особливості хронічних дерматозів та інфекцій, що передаються статевим шляхом,
- дозорний епідеміологічний нагляд ВІЛ-інфекції серед хворих із ЗПСШ.

Провадить післядипломну підготовку лікарів в інтернатурі, магістратурі, клінічній ординатурі й аспірантурі.
Проводить передатестаційні цикли для лікарів-дерматовенерологів, стажування та спеціалізації по фаху «Дерматовенерологія» та «Дерматокосметологія».
Автор більш як 200 наукових праць, з них 3 навчальні посібники:
- «Шкірні та венеричні хвороби»,
- «Дерматовенерологія»,
- «Добровільне консультування і тестування на ВІЛ».

Зареєстровано 17 патентів і авторських свідоцтв.
2005 року дані про нього занесені у біографічне видання «Видатні вчені Одеси».
Входить до складу редакційної колегії журналу «Дерматологія. Венерологія. Косметологія», такого ж видання в Дніпропетровську та «Журналу дерматології і косметології ім. М. А. Торсуєва» в Донецьку.
Серед виданих робіт — «Шкірні та венеричні хвороби. Курс лекцій», 2000, — разом з Лобановським Г. І., Зелінською Лідією Іванівною, Федчуком Володимиром Петровичем.